# Star Trek: Deep Space Nine
Star Trek: Deep Space Nine (abreviat uneori ST:DS9 ori DS9) este un serial de televiziune științifico-fantastic ce aparține universului Star Trek. Acțiunea serialului este plasată în secolul 24, din anul 2369 până în anul 2375, și se petrece pe o stație spațială în locul unei nave stelare, pentru a evita difuzarea în același timp a două seriale ce aveau ca fundal o navă stelară (nava USS Defiant a fost introdusă în sezonul 3, dar stația a rămas cadrul principal al serialului). Acest lucru a permis dezvoltarea de arcuri narative și apariția mai multor personaje secundare. Serialul se remarcă prin personajele bine construite și prin intriga originală și complexă, concentrându-se pe teme mai sumbre, mai puțină explorare a spațiului și aspecte ale războiului.
DS9 a avut premiera în 1993 și a numărat șapte sezoane, încheindu-se în 1999. Avându-și rădăcinile în universul Star Trek creat de Gene Roddenberry, a fost prima serie a francizei Trek creată fără implicarea directă a acestuia, deși el și-a dat binecuvântarea pentru concept cu puțin înainte de moartea sa în 1991. Serialul a fost creat de Rick Berman și Michael Piller, și a fost produs de Paramount Television. Principalii scenariști au fost, în afară de Berman și Piller, directorul Ira Steven Behr, Robert Hewitt Wolfe, Ronald D. Moore, Peter Allan Fields, Bradley Thompson, David Weddle, Hans Beimler și René Echevarria.
Fiind o urmare a serialului Star Trek: Generația următoare, DS9 a debutat în timp ce seria mamă rula încă pe micile ecrane, deși au fost puține episoade de legătură între cele două programe. Prima apariție a stație în Star Trek: Generația următoare a avut loc în episodul din sezonul șase „Birthright”. În plus, două personaje din Generația următoare, Miles O'Brien și (începând cu sezonul 4) Worf, au devenit personaje principale în DS9.

## Premisa
Conceput în anul 1991, cu puțin înainte de moartea lui Gene Roddenberry, DS9 este construit în jurul fostei stații spațiale cardassiene Terok Nor. După ce bajoranii s-au eliberat de lunga și brutala ocupație cardassiană, Federația Unită a Planetelor este invitată de către guvernul provizoriu de pe Bajor să administreze în comun stația spațială care orbitează în jurul planetei lor. Stația este redenumită Deep Space Nine.
După spusele co-creatorului Berman, acesta se gândise împreună cu Piller să plaseze acțiunea noului serial pe o planetă colonizată, dar cei doi și-au dat seama că o stație spațială ar fi fost mai pe placul telespectatorilor și ar fi costat mai puțin decât filmarea în diverse locații pentru un serial al cărui acțiune se petrecea la suprafața unei planete. Totuși, erau hotărâți să nu folosească drept cadru o navă stelară, deoarece Star Trek: Generația următoare era încă în producție la momentul respectiv și, în cuvintele lui Berman, „ar fi fost ridicol să avem două seriale cu două grupuri de personaje care făceau același lucru.”
În episodul pilot, stația este mutată lângă nou-descoperita gaură de vierme bajorană, care deschide accesul către îndepărtatul cuadrant Gamma, încă neexplorat. Stația devine rapid un centru de explorare, comerț interstelar, manevre politice și, în cele din urmă, scena unui conflict deschis.
În timp ce serialele anterioare aveau tendința să refacă starea de status quo ante la finalul fiecărui episod, permițând vizionarea aleatoare a acestora, DS9 conține arcuri narative care se întind pe sezoane întregi. În mod frecvent, episoadele sunt construite pe baza celor anterioare, multe dintre ele având finaluri de tip cliffhanger. Michael Piller, care a apreciat mult contribuțiile lui Behr, considera că acest lucru era una dintre principalele calități ale serialului, deoarece evenimentele episoadelor trecute le influențau pe cele din episoadele următoare, forțând astfel personajele să învețe că „acțiunile au consecințe”. Această tendință a fost mai vizibilă spre sfârșitul serialului, moment în care scenariile erau intențional serializate.
Spre deosebire de Star Trek: Generația următoare, conflictele interpersonale au fost frecvente în DS9. Acest lucru a fost sugerat de scenariștii Generației următoare (dintre care mulți au lucrat și la DS9), care considerau că această interdicție le limita posibilitățile de a crea intrigi interesante. În cuvintele lui Piller, „persoanele cu experiențe diferite — fie ele  onorabile și nobile — intră în mod natural în conflict”.

### Deep Space NineșiBabylon 5
Episodul pilot a fost difuzat cu câteva săptămâni înainte de debutul serialului Babylon 5. Creatorul acestuia, J. Michael Straczynski, a indicat că cei de la Paramount cunoșteau conceptul său încă din 1989, când încercase să le vândă ideea, și le furnizase îndrumarul serialului, scenariul episodului pilot, desene, biografii cuprinzătoare ale personajelor și rezumate pentru primele 22 de episoade. Paramount a refuzat Babylon 5, dar a anunțat apoi că Deep Space Nine era în curs de dezvoltare la două luni după ce Warner Bros. își dezvăluise planurile pentru Babylon 5. Straczynski a afirmat că îi bănuia pe cei de la Paramount că i-ar fi folosit materialele pentru a dezvolta primul sezon al serialului DS9.
Audiența serialului Babylon 5 la prima difuzare sindicalizată a fost în medie de 3 - 4% din familiile americane între anii 1995 și 1997, în timp ce audiența DS9 era între 4 și 5% în același interval. Se poate ca rivalitatea dintre trusturile TV PTEN și UPN să fi fost unul dintre factorii ce au determinat crearea a două seriale atât de similare, deoarece ambele se luptau pentru controlul acelorași posturi independente și pentru statutul de a 5-a mare companie TV (după ABC, CBS, NBC, FOX).

## Distribuție
| Actori principali | |                                                      |               |                     |                                                                |
| Actor             | Personaj | Funcție                                              | Apariție      | Specia personajului | Rang                                                           |
| Avery Brooks      | Benjamin Sisko | Ofițer comandant                                     | Sezoanele 1–7 | Om                  | Comandor (Sezoanele 1–3) Căpitan (Sezoanele 3–7)               |
| Avery Brooks      | Benjamin Sisko este ofițerul Flotei Stelare aflat în funcția de comandant al stației Deep Space Nine. La începutul serialului, el este prezentat ca văduv îndurerat (soția sa fusese ucisă de specia Borg în Bătălia de la Wolf 359) și tată al unui tânăr adolescent, Jake. Sisko și Jadzia Dax descoperă gaura de vierme bajorană, pe care bajoranii o consideră a fi sălașul profeților, zeii și protectorii lor. Bajoranii îl consideră pe Sisko a fi emisarul profeților, un înalt statut religios care la început îl incomodează. Datorită capacităților sale excepționale de conducător, la sfârșitul sezonului trei, el este promovat de la rangul de comandor la cel de căpitan și devine unul dintre comandații cheie ai forțelor Federației împotriva Dominionului. Aflăm de asemenea că mama sa biologică fusese un profet ce posedase corpul femeii care fusese prima soție a tatălui său. După nașterea lui Sisko, profetul a ieșit din corpul femeii, aceasta părăsindu-l imediat pe tatăl acestuia. Sisko a fost de fapt crescut de mama sa vitregă și de tatăl său; cu toate acestea, i se insuflase impresia că mama sa vitregă era cea adevărată. |                                                      |               |                     |                                                                |
| Nana Visitor      | Kira Nerys | Secund                                               | Sezoanele 1–7 | Bajorană            | Maior (Sezoanele 1–6) Colonel (Sezonul 7)                      |
| Nana Visitor      | Kira Nerys este un ofițer de miliție bajoran, fostă luptătoare de gherilă în timpul ocupației cardassiene a Bajorului, și, în calitate de ofițer de legătură al stație, secundul lui Sisko. Inițial, ea privește cu suspiciune intențiile Federației cu privire la planeta ei, dar ajunge să capete încredere și să se împrietenească cu membrii echipajului. Asemenea majorității bajoranilor, Kira este profund religioasă, ceea ce o face uneori să se simtă ciudat avându-l pe emisar drept comandant. Ro Laren, un personaj din Star Trek: Generația următoare, fusese prima alegere a producătorilor pentru funcția de secund al lui Sisko, dar Michelle Forbes nu a dorit să se dedice total unui serial de televiziune. |                                                      |               |                     |                                                                |
| Rene Auberjonois  | Odo | Șeful securității                                    | Sezoanele 1–7 | Polimorf            | Chestor (neoficial)                                            |
| Rene Auberjonois  | Chestorul Odo este incoruptibilul șef al securității de pe stație. El este un polimorf, capabil să ia orice formă dorește, dar apare de obicei sub forma unui bărbat umanoid adult. El a fost găsit în Centura Denorius, adus pe planeta Bajor de către cardassieni (care mențineau o ocupație militară a Bajorului), și crescut în laborator de către un savant bajoran, Doctorul Mora. Odo tânjește să-și găsească semenii, dar atunci când acest lucru se întâmplă în sfârșit, el descoperă cu amărăciune că aceștia sunt o forță tiranică în Cvadrantul Gamma. |                                                      |               |                     |                                                                |
| Alexander Siddig  | Julian Bashir | Ofițer medical principal                             | Sezoanele 1–7 | Om                  | Locotenent junior (Sezoanele 1–3) Locotenent (Sezoanele 4–7)   |
| Alexander Siddig  | Julian Bashir este ofițerul medical principal al stație. Deși aparține speciei umane, părinții lui i-au îmbunătățit bagajul genetic în mod ilegal în copilărie deoarece nu putea ține pasul cu ceilalți copii. Chiar dacă uneori îi lipsește tactul, el reușește să lege prietenii cu mai mulți rezidenți ai stației, mai ales cu Miles O'Brien și cu un misterios cardassian pe nume Garak. În primele trei sezoane, Siddig apare pe genericul de început cu numele de Siddig el Fadil, o formă abreviată a numelui său natal. Numele său a fost schimbat în Alexander Siddig după căsătoria cu colega sa, actrița Nana Visitor, ceea ce a făcut ca numele lor să apară unul după altul în ordine alfabetică. Cu toate acestea, el a declarat că motivul schimbării numelui a fost faptul că telespectatorii păreau să nu știe cum să-l pronunțe. Siddig a continuat să fie prezentat drept Siddig el Fadil atunci când a fost și regizor. |                                                      |               |                     |                                                                |
| Terry Farrell     | Jadzia Dax | Ofițer științific principal                          | Sezoanele 1–6 | Trill               | Locotenent (Sezoanele 1–3) Locotenent comandor (Sezoanele 4–6) |
| Terry Farrell     | Jadzia Dax este ofițerul științific al stației și aparține speciei Trill. Ea își împarte viața și gândurile cu un simbiont extrem de longeviv numit Dax, care a avut deja șapte vieți anterioare în corpul altor șapte gazde trill. Gazda anterioară, un ilustru diplomat al Federației și un mare iubitor de femei, Curzon Dax, a fost prietenul apropiat și mentorul lui Sisko. Jadzia este ucisă de Gul Dukat la finalul sezonului 6. |                                                      |               |                     |                                                                |
| Nicole de Boer    | Ezri Dax | Consilier                                            | Sezonul 7     | Trill               | Sublocotenent (Sezoanele 7) Locotenent junior (Sezonul 7)      |
| Nicole de Boer    | Personajul Ezri Dax a fost adăugat după brusca plecare a lui Terry Farrell. Personajul acesteia a murit, iar scenariștii au introdus-o pe Ezri - o tânără trill, ofițer al Flotei Stelare și noua gazdă a simbiontului Dax. Lipsită de pregătirea necesară acestei uniuni, ea este deseori frustrată de diverse aspecte ale relației simbiotice și de amintirile din cele opt vieți pe care le-a moștenit. Ea se confruntă de asemenea cu amintirea iubirii pe care Jadzia o simțea pentru Worf, dar și cu propria atracție față de dr. Bashir. |                                                      |               |                     |                                                                |
| Michael Dorn      | Worf | Ofițer de Operațiuni Strategice Secund - USS Defiant | Sezoanele 4–7 | Klingonian          | Locotenent comandor                                            |
| Michael Dorn      | Al patrulea sezon a marcat venirea lui Michael Dorn, care încheiase recent cei șapte ani de Star Trek: Generația următoare în rolul klingonianului Worf, pentru a stimula creșterea audienței. Worf se transferă pe Deep Space 9 atunci când un scurt război izbucnește între Federație și Imperiul Klingonian, rămânând în funcția de Ofițer de operațiuni strategice și, mai târziu, ca reprezentant al Imperiului Klingonian. Worf se căsătorește cu Jadzia Dax. |                                                      |               |                     |                                                                |
| Colm Meaney       | Miles O'Brien | Ofițer șef operațiuni                                | Sezoanele 1–7 | Om                  | Maistru principal                                              |
| Colm Meaney       | Miles O'Brien este șeful operațiunilor pe stație și se ocupă de menținerea ei în cea mai bună stare de funcționare. Este căsătorit cu botanista și învățătoarea Keiko. Cei doi au împreună o fiică, Molly, și mai târziu, un fiu, Kirayoshi. O'Brien este primul personaj principal care nu are un grad de ofițer al Flotei Stelare, după ce a avut un rol secundar în Generația următoare. |                                                      |               |                     |                                                                |
| Cirroc Lofton     | Jake Sisko | Student (Sezoanele 1–5) Jurnalist (Sezoanele 5–7)    | Sezoanele 1–7 | Om                  | Civil                                                          |
| Cirroc Lofton     | Jake este fiul lui Benjamin Sisko. El hotărăște să nu calce pe urmele tatălui său, dorind în schimb să devină scriitor și reporter. La început, el nu agreează ideea de a locui pe o veche stație spațială cardassiană, dar se adaptează repede. Jake leagă o prietenie profundă cu Nog, un copil ferengi care este singurul rezident al stației de aceeași vârstă cu el. Jake reușește în cele din urmă să devină reporter pentru Serviciul de știri al Flotei Stelare. Pe parcursul celor șapte sezoane, atât Jake, cât și Nog evoluează din copii în tineri bărbați, beneficiind de intrigi care le prezintă riturile de trecere, succesele și nereușitele. |                                                      |               |                     |                                                                |
| Armin Shimerman   | Quark | Proprietar al barului                                | Sezoanele 1–7 | Ferengi             | Civil                                                          |
| Armin Shimerman   | Quark este proprietarul unui bar. Ca mai toți membrii speciei sale (cu excepția notabilă a fratelui său Rom), el este extrem de lacom și dispus să facă orice pentru a obține mai mult latiniu. Acest lucru îi creează aproape invariabil conflicte cu Odo. Quark manifestă, totuși, un cod moral cu câteva ocazii în serial, alegând să salveze viața cuiva în loc să-și urmărească interesele materiale. Sisko îl consideră pe Quark un punct cheie al comunității negustorilor și al amestecului social divers de pe stație, luând în repetate rânduri măsuri pentru a-l menține în funcție. |                                                      |               |                     |                                                                |

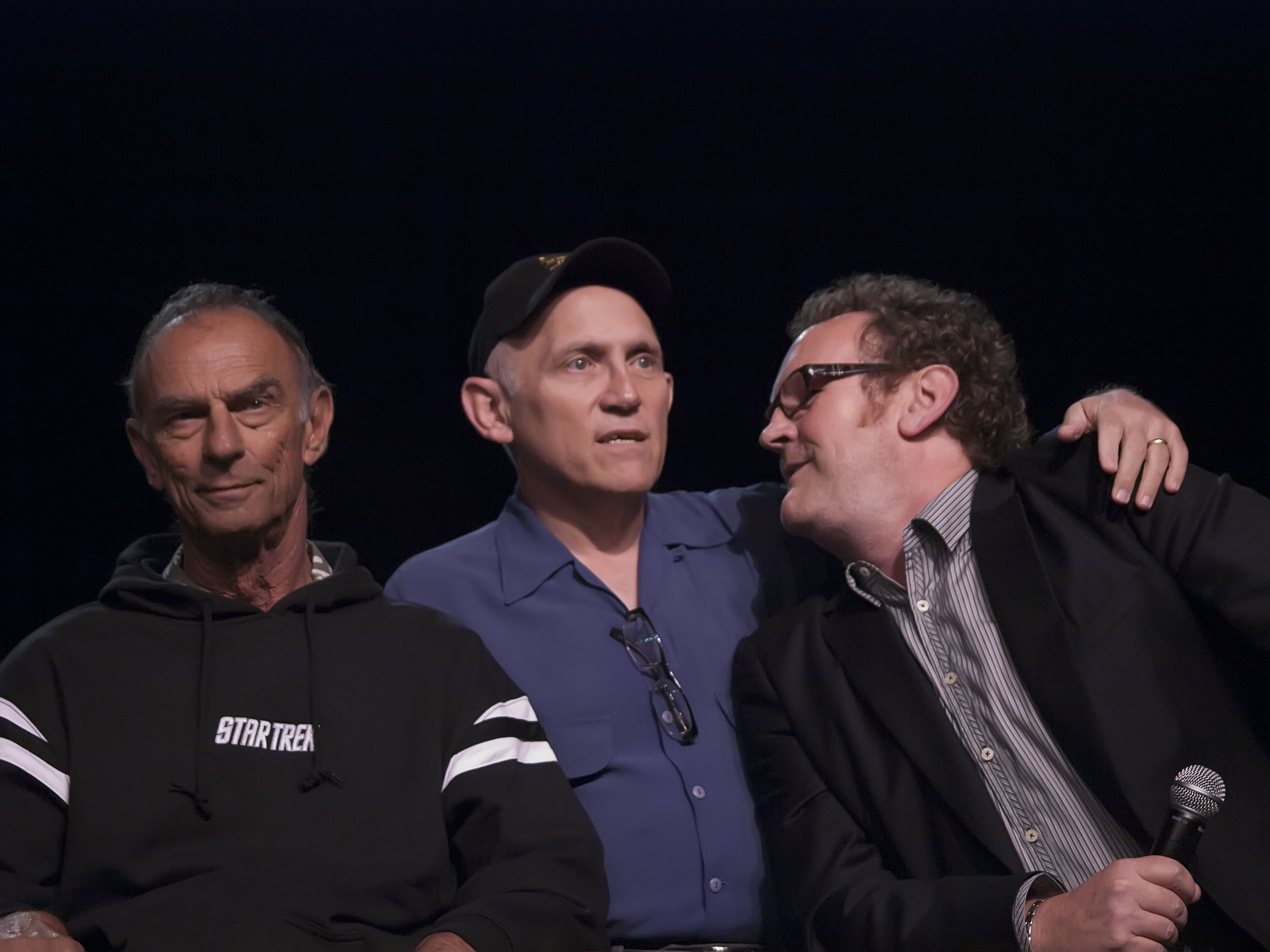
Marc Alaimo, Armin Shimerman și Colm Meaney, interpreții personajelor Gul Dukat, Quark și Miles O'Brien.

Cadrul serialului — o stație spațială în locul unei nave stelare — a facilitat existența unei bogate varietăți de personaje secundare. Nu e un lucru neobișnuit ca aceste personaje să aibă un rol egal sau chiar mai important decât personajele principale în unele episoade.
Mai multe personaje cardassiene au roluri esențiale în DS9, mai ales Gul Dukat, principalul personaj negativ al serialului, interpretat de Marc Alaimo. Fiind un personaj complex, el suferă mai multe transformări înainte de a deveni în cele din urmă profund malefic și dușmanul absolut al lui Sisko până la finalul serialului. Un articol de pe situl StarTrek.com despre personajele negative din Star Trek îl descria pe Gul Dukat drept „probabil cel mai complex și mai bine dezvoltat antagonist din istoria Star Trek”.
Elim Garak, interpretat de Andrew Robinson, este singurul cardassian care rămâne pe stație după ce Federația și bajoranii preiau controlul. Suspectat de mulți că ar fi agent al Ordinului Obsidian, temuta poliție secretă cardassiană, el susține să este un simplu croitor. Talentele lui Garak și relațiile sale pe Cardassia se dovedesc a fi neprețuite cu mai multe ocazii, el jucând un rol decisiv în războiul cu Dominionul.
Damar (Casey Biggs) este inițial subalternul lui Gul Dukat pe nava cargo Groumall, devenind apoi ajutorul său loial și crescând în statut pe măsură ce Dukat își recâștigă puterea. Damar devine noul lider al Uniunii Cardassiene atunci când Dukat suferă o cădere nervoasă, precipitată de moartea fiicei sale, ucisă de Damar („Sacrifice of Angels”). Pe măsură ce războiul cu Dominionul avansează, Damar devine din ce în ce mai nemulțumit de relația Cardassiei cu Dominionul. Momentul decisiv este acela în care Dominionul formează o alianță cu rasa Breen, iar Cardassia este marginalizată („Strange Bedfellows”). Damar organizează și conduce o insurgență împotriva Dominionului, care contribuie în cele din urmă la înfrângerea acestuia („What You Leave Behind”).

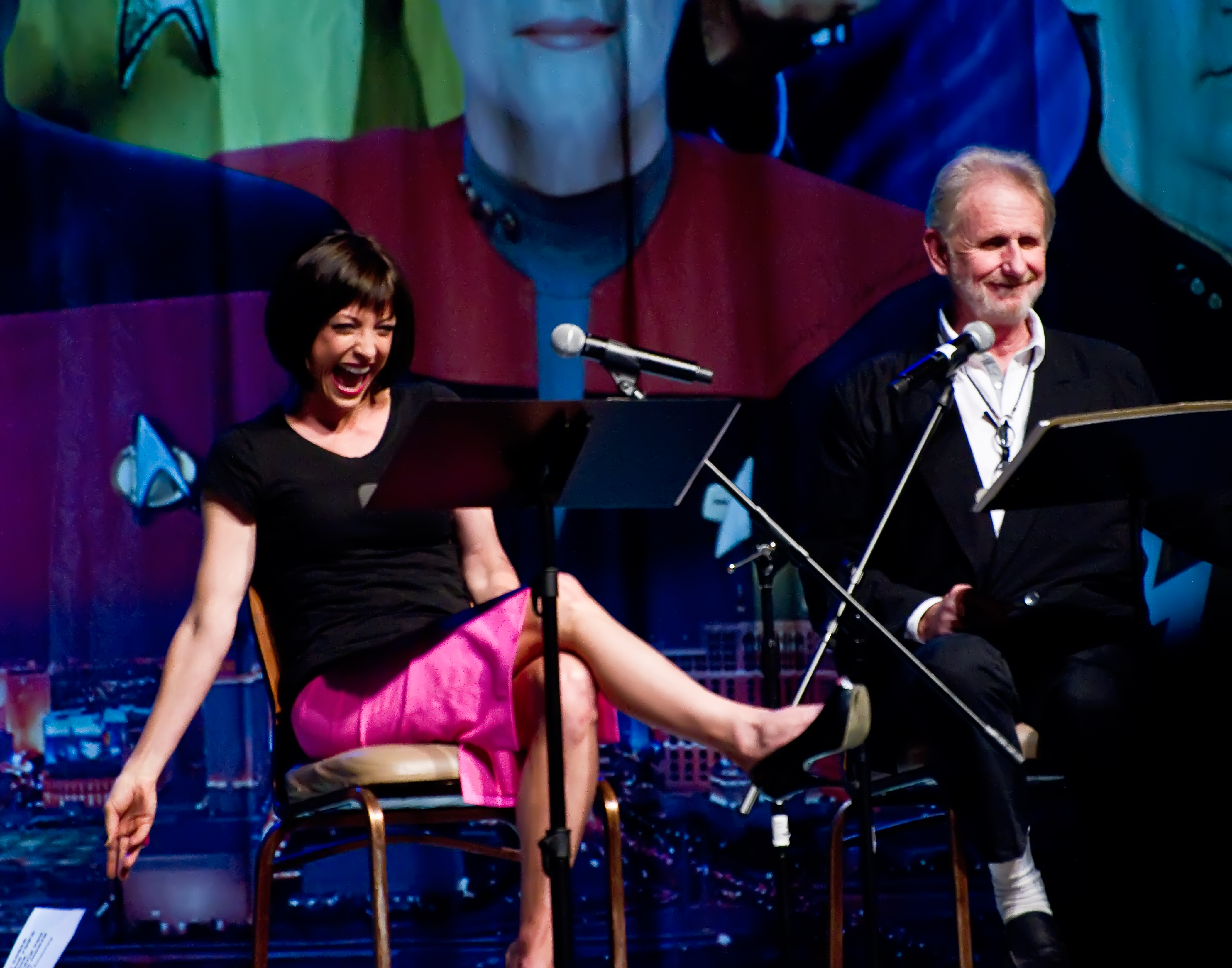
Nana Visitor și René Auberjonois, interpreții personajelor Kira Nerys și Odo.

Jeffrey Combs (din Re-Animator) a declarat că dăduse o probă pentru rolul William Riker în Star Trek: Generația următoare, dar atunci când Jonathan Frakes (cel ales să joace personajul respectiv) a regizat mai târziu episodul din DS9 „Meridian”, acesta l-a recomandat pe Combs pentru un rol. Combs și-a făcut debutul în Star Trek și DS9 interpretându-l pe extraterestrul Tiron într-un singur episod, înainte de a fi distribuit în rolul personajului ferengi Brunt și al celui vorta Weyoun. El a apărut în 31 de episoade ale serialului DS9, interpretând patru personaje diferite — sau chiar cinci dacă luăm în considerare versiunea din universul în oglindă a lui Brunt. În „The Dogs of War”, Combs a devenit unul dintre puținii actori din Star Trek care au jucat două roluri diferite (Brunt și Weyoun) în același episod. El a apărut și în serialul Star Trek: Enterprise, în rolul comandorului andorian Shran. Combs este unul dintre puținii actori care au jucat în trei dintre cele patru serii Star Trek moderne.
În afară de Quark și de fratele său Rom (Max Grodénchik), alte câteva personaje ferengi au avut roluri secundare în serial: printre care Ishka (Andrea Martin, apoi Cecily Adams), vicleana mamă a celor doi, care este autoarea unei revoluții sociale pe planeta Ferenginar, fiul lui Rom, Nog (Aron Eisenberg), primul ferengi care s-a înrolat în Flota Stelară, și Marele Nagus Zek (Wallace Shawn), liderul ferengi. După revoluția pornită de Ishka, Marele Nagus Zek îl numește pe Rom ca succesor al său la conducerea noului Ferenginar. Deși este bajorană, Leeta (Chase Masterson), o fată Dabo din barul lui Quark și mai târziu soția lui Rom, este și ea deseori prezentă în episoadele legate de ferengi.
Imperiul Klingonian joacă un rol mai semnificativ în DS9 decât în alte seriale Star Trek. În afară de Worf, printre frecventele apariții klingoniene se numără cancelarul Gowron (Robert O'Reilly), liderul imperiului până este provocat la duel și ucis de Worf pentru incompetență. Worf refuză apoi să-i ia locul, cedând în favoarea generalului Martok (J. G. Hertzler) în timpul războiului cu Dominionul. Kor, un personaj klingonian din Star Trek: Seria originală reapare în trei episoade din DS9. Unul dintre acestea, „Blood Oath”, îl reunește pe Kor cu alți doi klingonieni din seria originală: Koloth și Kang.
Morn este un personaj minor, care este un simplu figurant în barul lui Quark, petrecând șapte ani așezat lângă tejghea. Conform Star Trek Encyclopedia, se glumea pe tema faptului că, în ciuda remarcillor altor peronaje despre cât de vorbăreț și jovial era, Morn nu rostește niciun cuvânt în fața camerei.

## Arcuri narative

### Bajor

Gaura de vierme bajorană văzută de pe Deep Space Nine

În primul episod, comandorul Flotei Stelare Benjamin Sisko sosește (împreună cu fiul său, Jake) pe stația spațială Deep Space Nine, fost domeniu al Cardassienilor în timpul ocupației Bajorului, planeta în jurul căreia orbitează stația. El primește misiunea de a administra stația împreună cu proaspăt eliberații Bajorani, care fac eforturi pentru a-și reveni după ocupația Cardassiană, pentru a ajuta la pregătirea Bajorului în vederea aderării la Federație. Sisko și Jadzia Dax descoperă prima gaură de vierme stabilă și află că este locuită de ființe care nu sunt condiționate de spațiu și timp. Pentru Bajorani, un popor profund religios, ființele din gaura de vierme sunt zei (profeții), iar gaura de vierme în sine este Templul Celest, prezent de mult în profețiile locale. Sisko este venerat ca emisarul profeților, un canal prin care profeții acționează.
Aceste lucruri constituie premisa pentru un arc narativ de lungă durată. Sisko își privește inițial rolul de idol religios cu un clar disconfort și scepticism, referindu-se la profeți pur și simplu ca la „extratereștrii din gaura de vierme” și străduindu-se să-și păstreze rolul de comandant al stației separat de orice obligații religioase pe care bajoranii încearcă să i le impună. Mai târziu, el începe să tolereze acest rol și, spre finalul serialului, îl acceptă în totalitate. Implicațiile politice și religioase ale acestui lucru pentru bajorani și pentru liderii lor spirituali (mai ales Winn Adami) constituie de asemenea un arc narativ central care durează până la sfârșitul seriei.

### Gruparea Maquis

Michael Eddington

Încă din prima parte a serialului, echipajul de pe stație trebuie să confrunte cu un grup de rezistență uman numit Maquis. Avându-și originile în evenimentele din episodul Generației următoare „Journey's End”, în care o comunitate de amerindieni refuză să-și părăsească planeta colonie atunci când aceasta este cedată Cardassiei pentru a onora condițiile unui tratat, gruparea Maquis face subiectul uneia dintre temele mai subre abordate de serial: membrii săi sunt cetățeni ai Federației care își îndreaptă armele împotriva Cardassiei, pentru a-și apăra locuințele, iar unii dintre aceștia — precum Calvin Hudson, un vechi prieten al lui Sisko, sau Michael Eddington, care defectează în timpul serviciului pe stație — sunt chiar ofițeri ai Flotei Stelare. Distanțarea serialului de temele tradiționale Star Trek poate fi văzută în episoade ca „For the Cause”, unde Eddington îi spune lui Sisko: „Toată lumea ar trebui să-și dorească să facă parte din Federație. Nimeni nu pleacă din paradis. Într-un fel, sunteți mai răi decât borgii. Cel puțin ei îți spun în față că au de gând să te asimileze. Voi asimilați persoane fără ca acestea să-și dea măcar seama.”

### Războiul cu Dominionul

Flota Dominionului

Episodul celui de-al doilea sezon, „Rules of Acquisition”, menționează pentru prima dată Dominionul, un imperiu nemilos din cvadrantul Gamma, deși acesta nu este prezentat în detaliu până în ultimul episod din sezonul doi, „The Jem'Hadar”. Acest imperiu este condus de „fondatori”, o specie de ființe care-și schimbă forma, din care face parte și șeful securității de pe stație, Odo. În trecut, ei au fost persecutați de ființele cu formă stabilă (pe care îi numesc „solizi”) și caută să impună ordinea oricui reprezintă o potențială amenințare, ceea ce include aproape toți solizii. Fondatorii au creat sau au modificat genetic două specii pentru a le servi drept slujitori: Vorta, o specie de diplomați vicleni și subversivi, și Jem’Hadar, temutele lor trupe de șoc. Aceste specii îi venerează pe fondatori ca zei.
La începutul celui de-al treilea sezon din DS9 („The Search”), sub amenințarea unui atac al Dominionului de pe cealaltă parte a găurii de vierme, comandorul Sisko se întoarce de la Comandamentul Flotei Stelare de pe Pământ cu USS Defiant, o navă prototip, concepută inițial pentru a lupta împotriva borgilor. Aceasta rămâne pe Deep Space Nine până în sezonul șapte, facilitând crearea de intrigi cu desfășurare în afara stației. În al treilea sezon, scenariștii care tocmai terminaseră lucrul la Generația următoare au început să scrie scenarii pentru DS9 în mod regulat.
Dominionul formează o alianță incomodă cu cardassienii în episoadele sezonului cinci „In Purgatory's Shadow” și „By Inferno's Light”, și declară război celorlalte mari puteri din Cvadrantul Alfa în ultimul episod al sezonului, „Call to Arms”. De-a lungul serialului, loialitățile și alianțele s-au schimbat repetat: se fac pacturi cu cardassienii, care sunt rupte și apoi refăcute; izbucnește un scurt război cu klingonienii, dar conflictul este reconciliat, iar romulanii, anterior neutri, se aliază cu Federația. Această ultimă alianță se naște din nevoia de a câștiga războiul, dar este produsul unor acte criminale și duplicitare săvâșite de Sisko și de cardassianul Garak, ilustrând ambiguitatea morală ce predomină în DS9 în comparație cu alte serii Star Trek.

### Secțiunea 31
Un alt element al naturii întunecate a serialului DS9 este introducerea Secțiunii 31, o organizație secretă dedicată păstrării cu orice preț al modului de viață al Federației. Această grupare fantomă, introdusă în episodul „Inquisition”, își justifică tacticile ilegale și unilaterale afirmând că existența sa este esențială pentru supraviețuirea Federației. Secțiunea 31 are un rol important în mai multe episoade ale arcului narativ care prezintă războiul cu Dominionul.

### Ferengi

Quark și familia lui

În DS9, ferengi nu mai sunt inamicii Federației, ci o putere economică a cărei neutralitate politică este, în cea mai mare parte, respectată. Un număr de episoade explorează natura lor capitalistă, în timp ce altele se concentrează pe normele lor sociale sexiste. Spre deosebire de felul în care sunt prezentați în Star Trek: Generația următoare, unde sunt, în general, nimic mai mult decât niște bufoni sexiști care îndeplinesc rolul de personaj comic, în DS9 ei au parte de o caracterizare mai complexă. Astfel, partenera (Ishka) Marelui Nagus conduce mișcarea de susținere a drepturilor femeilor pe planeta ferengi, iar Rom, fratele lui Quark, este liderul unei greve împotriva condițiilor de lucru nedrepte în barul lui Quark. De asemenea, cel mai bun prieten al lui Jake Sisko, Nog, trebuie să facă față atitudinii mai liberale a Flotei Stelare față de femei, în timp ce Jake învață să respecte moștenirea culturală a acestuia, pentru a nu risca să-i piardă prietenia. Nog se hotărăște mai târziu să se înroleze în Flota Stelară, fiind primul ferengi care a făcut acest lucru.

### Universul în oglindă

Kira Nerys în dublu exemplar

Mai multe episoade din DS9 explorează tema universului în oglindă, menționat pentru prima dată în episodul TOS „Mirror, Mirror”. În episodul din sezonul doi intitulat „Crossover”, membrii echipajului de pe DS9 iau pentru prima dată cunoștință de existența acestui univers paralel, atunci când Kira și dr. Bashir întâmpină dificultăți operaționale în timp ce traversează gaura de vierme bajorană și ajung pe stația din universul în oglindă, dominată de o alianță între klingonieni și cardassieni. Ei descoperă că nu s-au întors pe DS9, ci pe Terok Nor. Bajorul nu este o putere prietenoasă, iar Federația nu există. După spusele intendentei Kira, „terranii”, așa cum sunt numiți în acest univers, sunt niște barbari nemiloși care au ocupat Bajorul cu decenii în urmă, la fel cum făcuse Cardassia în universul normal. Klingonienii și cardassienii s-au aliat în cele din urmă, iar Bajorul a fost eliberat de sub ocupația terrană. Terranii au fost apoi transformați în sclavi, obligați să muncească pe stația de exploatare minieră Terok Nor. Aceștia s-au eliberat ulterior și au format o mișcare de rezistență, așa cum se poate vedea în alte câteva episoade din DS9 („Through the Looking Glass”, „Shattered Mirror”, „Resurrection”, „The Emperor's New Cloak”).

## Producția
DS9 a fost al doilea serial TV Star Trek care a folosit tehnica computer-generated imagery (CGI) pentru imaginile din spațiu, primul fiind Star Trek: Voyager, începând din sezonul 3. Deși alte seriale de televiziune precum seaQuest, Space: Above and Beyond și Babylon 5 utilizaseră exclusiv tehnica CGI pentru a evita costurile mari ale filmării pe modele, franciza Star Trek a continuat să folosească în mare parte modele pentru imaginile de exterior, deoarece acestea dau o impresie mai puternică de realism. DS9 a început să colaboreze cu studiourile Foundation Imaging și Digital Muse în 1997 (sezoanele 6 și 7) pentru efectele vizuale necesare firului epic ce prezintă ocupația stației de către Dominion. Totuși, stația Deep Space Nine însăși a rămas ca model fizic pe tot parcursul celor șapte ani ai serialului, cu excepția ultimei scene. În octombrie 2006, modelul stației s-a vândut cu 132 000 de dolari, la o licitație a casei Christie's din New York.
Genericul de început a fost și el modificat în perioada lansării serialului Star Trek: Voyager, prin introducerea de imagini CGI cu echipaje de serviciu care desfășoară lucrări de mentenanță în exteriorul stației, mai multe nave care vin sau pleacă (inclusiv o imagine clară cu nava USS Leeds staționând la una dintre principalele stații de andocare), și câteva fâșii de nebuloase în culori subtile, adăugate pe fundal. Ca atare, solo-ul de trompetă (precedat de un solo de corn francez) care constituia o particularitate a coloanei sonore compuse de Dennis McCarthy pentru a accentua solitudinea și izolarea avanpostului, a fost dublat de un cor de instrumente de suflat, care sugerează atmosfera tumultoasă generată de prezența găurii de vierme.
USS Defiant este prima navă stelară propriu-zisă din franciza Star Trek pentru care s-a folosit un model CGI în mod regulat. Aceasta a fost construită și animată de VisionArt, companie responsabilă și pentru efectul de metamorfoză al lui Odo.